# فی (مجموعه تلویزیونی)
فی یک مجموعه تلویزیونی مهیج روان‌شناختی ترکی است که در اصل توسط پوهوتی‌وی به‌صورت آنلاین پخش می‌شود. این اقتباسی از رمان‌های Fi, Çi، و Pi آزرا کوهن است. فصل اول آن شامل ۱۲ قسمت است که از ۳۱ مارس ۲۰۱۷ تا ۱۶ ژوئن ۲۰۱۷ منتشر شده‌است. فصل دوم در اکتبر ۲۰۱۷ آغاز شد.
ظرف ۵۰ ساعت از انتشار سه قسمت اول، به ۳٫۵ میلیون بیننده رسید. ۹ قسمت اول به ۵۰ میلیون بیننده رسید. طبق آماری که توسط آژانس‌های مختلف ترکیه جمع‌آوری شده‌است، در میان ۴۸ میلیون کاربر اینترنت در ترکیه، تعداد کاربرانی که در آن زمان فی را تماشا می‌کنند ۸ میلیون نفر بوده‌است.همچنین این سریال از سوی بینندگان بسیاری از نقاط مختلف جهان بوده

## داستان
در فصل یک، زندگی روانپزشک جان مانای توضیح داده شده‌است. مانای در دانشگاه روانشناسی تدریس می‌کند و همچنین در برنامه تلویزیونی خود به درمان می‌پردازد. او عاشق دورو، رقصنده جوان و مشتاق می‌شود که به‌طور تصادفی با او ملاقات می‌کند، اما دورو عاشقی دارد به نام دنیز، یک نوازنده با استعداد. همچنین در جایی که در مدرسه تدریس می‌کند، دانش‌آموزی به نام بیلگه دارد که به اعتقاد او روانشناس خوبی می‌شود و مرزهای او را می‌برد. از سوی دیگر، اوزگه اگلی، روزنامه‌نگار جوان جاه‌طلب، مصمم است که گذشته کثیف جان مانای را فاش کند.

## بازیگران و شخصیت‌ها

### شخصیت‌های اصلی
- جان مانای (اوزان گوون)، روانپزشک برجسته ترکیه و مجری پربیننده‌ترین برنامه تلویزیونی. زندگی مانای با دیدار با دورو و عاشق شدن او تغییر می‌کند.[۲]
- دورو دورولای (سرنای ساریکایا)، او دانشجوی هنرستان است و تنها آرزویش رقصیدن و حضور روی صحنه است. او با دوست پسرش دنیز زندگی می‌کند.[۳] قبل از اتمام مدرسه، وی با کمک جان مانای در آکادمی نیویورک پذیرفته می‌شود، وی ویدیویی از رقصیدن روی صحنه را به آکادمی نیویورک می‌فرستد.[۴] او دارای استایل قوی با سایه‌های پاستلی و جواهرات ساده است.[۵]
- دنیز (محمد گونسور)، یک معلم دانشگاه و یک آهنگساز که نمایش‌های رقص آماده می‌کند. او شخصیتی محافظه کار دارد. دنیز با دوست دخترش دورو زندگی می‌کند.[۶]
- اوزگه اگلی (بیراک توزوناتاچ)، روزنامه‌نگاری که می‌خواهد حقیقت جان مانای را فاش کند و در عین حال زنی سرسخت و قدرتمند است.[۷] وظیفه آشکار کردن حقیقت در مورد جان مانای پس از اینکه مدیرش در یک حادثه تصادف کرد، بر دوش او می‌افتد.[۸] او یک دوجنس‌گرا است،[۹] اما با این حال نسبت به سادیک مورات کلهان احساساتی دارد. او فکر می‌کند که باید وقت خود را صرف چیزهایی کند که مهمتر از لباس هستند، بنابراین لباس‌های او معمولاً ساده است.[۵]
- بیلگه گورگون (بوشرا دولی)، یک دانشجوی بسیار موفق از کلاس روانشناسی جان مانای در دانشگاه. او فردی اجتماعی نیست و ترسو است.[۱۰][۱۱] او زندگی ضعیفی با یک برادر معلول و پدری همیشه مستی دارد، اما مصمم است از بورس تحصیلی خود در مدرسه نیز محافظت کند.[۱۲]
- اتی یوندر (تولای گونال)، دکتر جان مانای و زنی که از گذشته او می‌داند.[۱۳]
- سادیک مورات کلهان (عثمان سونانت)،[۱۴] رئیس یک شرکت معروف رسانه‌ای. بیشتر مردم او و جان را دوست می‌شناسند، اما در واقع جان روانپزشک همسرش بود و سادیک را با اسنادی در مورد خودکشی تهدید می‌کرد. سادیک اوزگه را نزدیک خود نگه داشته تا حقایق مربوط به جان مانای را فاش کند.[۱۵]

### شخصیت‌های دیگر
- اجه (یاسمین آلن) (چی)، بازیگر اصلی موزیک آفیفه.
- نیلای (نهیر اردوعان) (چی)، زنی که دنیز در یک کافه در رم ملاقات کرد و عاشق او شد.
- جیهان (ژاله آریکان) (چی)، مدیر موسیقی موزیک آفیفه.
- علی (امیر بندرلی‌اوغلو) (فی، چی)، راننده شخصی جان مانای.
- کایا (هاکان آتالای) (فی)، دستیار و نزدیکترین شرکت جان. او به همراه اتی کارهای زیادی را پشت سر جان انجام می‌دهد بدون اینکه به او اطلاع دهد و بخاطر او.
- گوکسل (ارمغان اوعوز) (فی، چی)، رقصنده در دانشگاه. او نسبت به آدا احساساتی دارد که به دلیل مشکلی که در برقراری ارتباط با زنان دارد هرگز فاش نمی‌کند.
- زینب (مژگان فرهان شنسوی) (فی، چی)، یک کارمند در مرکز روانپزشکی جان مانای.
- آدا (هیودا زیزان آلپ) (فی، چی)، دانشجوی موسیقی در دانشگاه. او عاشق افلاطونی با معلمش دنیز است.
- جرن (مروه چاعیران) (فی)، نزدیک‌ترین دوست دورو از دوران تحصیل در مدرسه. وی پس از معلولیت برای معالجه به خارج از کشور رفت و در قسمت سوم بازگشت.
- دوعرو گورگون (جانبرک گولتکین) (فی، چی)، خواهر و برادر معلول بیلگه که توسط پدرش تحقیر می‌شود اما بیلگه سعی می‌کند تا آنجا که می‌تواند از او مراقبت کند.
- آیلین (دفنه کایالار) (فی، چی)، یک روزنامه‌نگار. او قرار بود با جان مانای مصاحبه کند اما پس از تصادف کار را به دستیار خود سپرد.
- مورات ییلماز (افه‌جان شنولسون) (فی)، یک دانشجوی دانشگاه و هم مدرسه‌ای بیلگه که با او یک شب رابطه جنسی دارد.
- ملیس (توعچه بالتالی) (فی)، دوست دختر مورات.
- گولای گوزلجه (نیهال منزیل) (فی، چی)، شخصی که اوزگه را پس از از دست دادن هر دو پدر و مادرش به فرزندی قبول می‌کند و بزرگ می‌کند.
- نومان (شاهین آرگونی) (فی، چی)، یک مأمور بازنشسته پلیس و مردی که سادیک بیشتر به او نزدیک است.
- فورکان (انس آتیش) (فی)، یک مهندس کامپیوتر که سایت مجله را به همراه اوزگه اداره می‌کند. او در قسمت دهم جان خود را از دست می‌دهد.
- آلارا (نسرین جوادزاده) (فی)
- ایشیل (سزین آکباش‌اولاری) (فی)، دوست اوزگه و یک وکیل. او در قسمت دهم وارد این سریال می‌شود و در آزادسازی اوزگه از کلانتری کمک می‌کند.[۱۶]
- بیلور (نور فتاح‌اوغلو) (چی)، دوست دختر سابق جان مانای.

### بازیگران مهمان
- سیلا (ازگه ازپیرینچی) (فی)، دوست دختر جان در پنج قسمت اول.[۱۷]
- تورول پاشااوغلو (بوراک سرگن) (فی)
- سرا (گرچک آلنیاچیک) (فی)
- کمدین (جم ییلماز) (فی)، مشاوری که فکر می‌کند دیگر خنده‌دار نیست و برای درمان با جان مانای می‌آید.[۱۸]
- میتهات شاهین (اوزگور امره ییلدیریم) (فی)
- نازلی (اجه دیزدار) (فی)، زنی که در یک بانک کار می‌کند و با دنیز وارد مذاکره دربارهٔ یک مرکز هنری می‌شود.[۱۹]
- ییلدیز کلهان (سونگل اودن) (فی)، همسر سادیک مورات کلهان. با از بین رفتن ازدواجش با سادیک، او با جان مانای به درمان می‌رود و سرانجام جان خود را می‌گیرد. سادیک باعث می‌شود که مرگ او به جای خودکشی، مانند حمله قلبی به نظر برسد.[۲۰]

## بررسی اجمالی
| فصل   | تعداد قسمت‌ها | قسمت‌ها | شروع فصل      | پایان فصل    | فصل تلویزیون | کانال تلویزیون |
| ----- | ------------ | ------ | ------------- | ------------ | ------------ | -------------- |
| فصل ۱ | ۱۲           | ۱–۱۲   | ۳۱ مارس ۲۰۱۷  | ۱۶ ژوئن ۲۰۱۷ | ۲۰۱۷         | پوهوتی‌وی       |
| فصل ۲ | ۱۰           | ۱–۱۰   | ۹ نوامبر ۲۰۱۷ | ۹ مارس ۲۰۱۸  | ۲۰۱۸         | پوهوتی‌وی       |